# Chiesa di Sant'Andrea (Marafi)
La chiesa di Sant'Andrea (talvolta con la specificazione di Cortesano) è una chiesa medievale che sorge a Marafi, contrada agricola di Faicchio e già centro fortificato dell'età normanna. La chiesa sorse di fronte al dongione oggi noto come Torre Vecchia e, al pari di esso, sarebbe databile al XII secolo. Fu chiesa parrocchiale fino al 1446, quando fu annessa alla collegiata di Santa Maria Maggiore di Faicchio. Nel 1593 la si ritrova sotto il patronato del feudatario.

## Descrizione

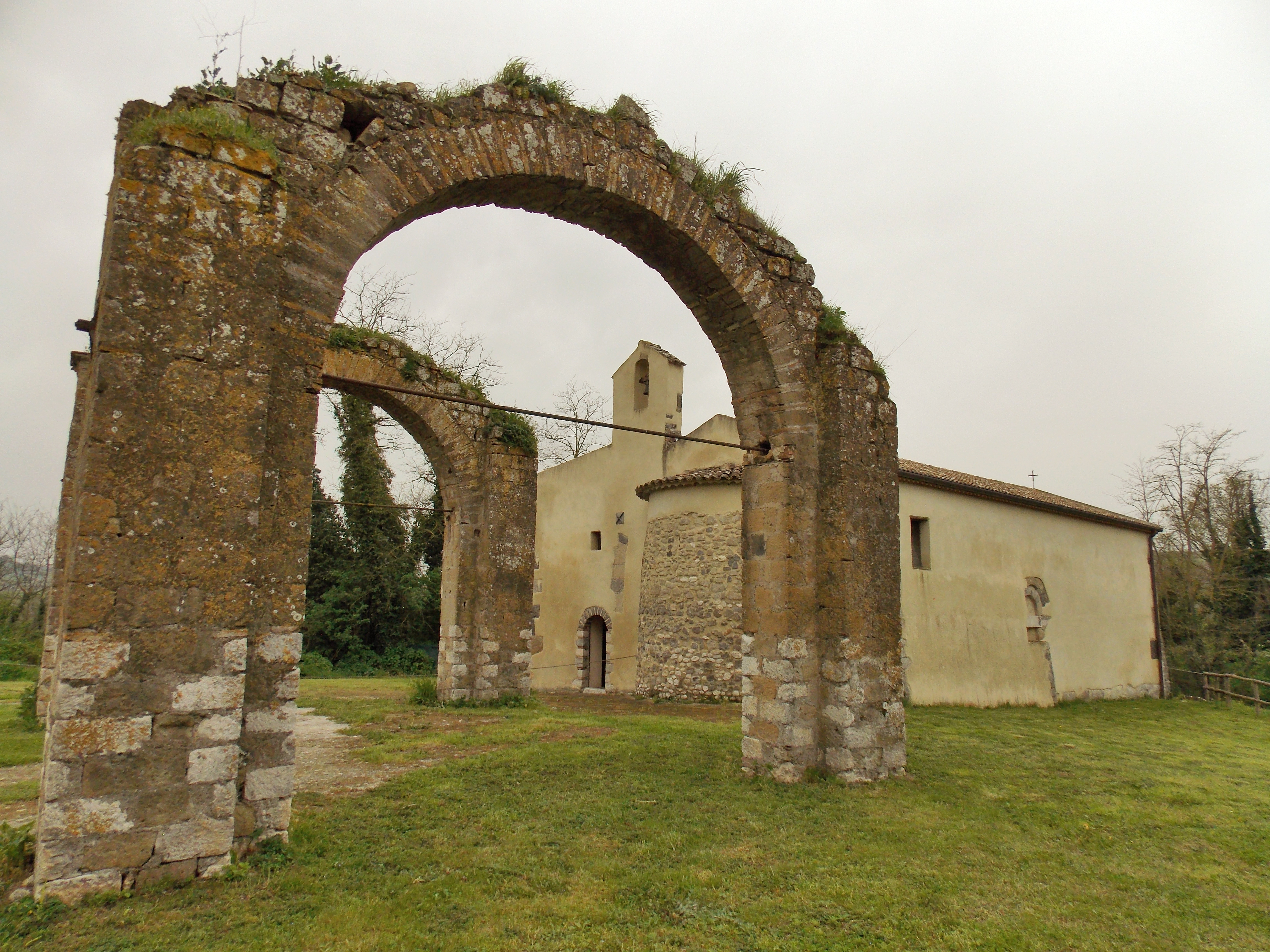
Vista posteriore con le strutture di servizio

La piccola costruzione ha un'unica navata terminante in un'abside, ed è coperta a capriate recenti. Nel 1685 aveva un altare con raffigurazioni di più santi.
Vi sono un ambiente di servizio sul fianco destro della navata, ed un campanile a vela innalzato sulla parete di fondo. La chiesa è perlopiù intonacata; fa eccezione la facciata, costruita in opera quadrata con blocchi di tufo, ben rifiniti ma di colori diversi (giallo e grigio) e dimensioni irregolari, e pareggiati con l'utilizzo di laterizi. La dimensione dei blocchi tende a diminuire verso l'alto, e in cima essi sono disposti in un motivo a rombi, come si riscontra anche in altri esempi fra il tardo XI e la prima metà del XII secolo.
Gli stipiti del portale anteriore sono interamente costituiti di blocchi calcarei di spoglio di età romana, e una pietra di soglia ne costituisce l'architrave. Alla sua destra è un lapis pedicinus pertinente ad un torchio per l'estrazione dell'olio di oliva. L'utilizzo di blocchi di reimpiego di dimensioni così notevoli, concentrati nella parte bassa dell'edificio, ha spinto ad ipotizzare che una prima chiesa sia stata costruita in età altomedievale, per similitudine con edifici vicini di tale periodo.
Sopra il portale anteriore è una lunetta, delimitata da due ghiere in tufo, con quella più esterna decorata a motivi botanici stilizzati. La chiesa aveva un ulteriore ingresso, ora danneggiato e murato, sul fianco sinistro; anch'esso interamente delineato da blocchi calcarei, ha una lunetta in cui si intravedono resti di affreschi, chiusa di nuovo con due ghiere in tufo di cui quella più esterna decorata a rombi.
Dietro alla chiesa tre arcate in successione sarebbero quel che rimane di una costruzione di servizio per gli utilizzi agricoli dell'area circostante, usata dagli abitanti del borgo o forse dalla grangia di Santo Spirito che si trovava nelle vicinanze di Marafi; sono stati interpretati anche come refettorio.